# هوندا تی۳۶۰
هوندا تی۳۶۰ (به انگلیسی: Honda T360) خودرویی است که از ژوئن ۱۹۶۳ تا نوامبر ۱۹۶۷ تولید شده‌است.
این خودرو در کلاس کامیونت قرار گرفته است.